# Kołosz wielobarwny
Kołosz wielobarwny (Aculepeira ceropegia, nazywany także "Pająkiem dębowym") – pająk z rodziny krzyżakowatych.

## Morfologia
Kołosze wielobarwne ze względu na podobieństwo może być mylony z krzyżakami. Pająki te osiągają długość do 15 milimetrów. Różnice pomiędzy osobnikami męskimi i żeńskimi są niewielkie, jednak osobniki męskie są zwykle mniejsze i osiągają długość do 10 mm. Ubarwienie tego gatunku wyróżnia się odwłokiem w kolorze brązowawym lub lekko żółtawym, z charakterystycznym białym wzorem na grzbiecie przypominającym liść dębu.

## Występowanie
Kołosze wielobarwne zamieszkują niemal całą Europę Północną i północną Azję, w tym również tereny pod wpływem klimatu zimnego. Gatunek występuje na obszarze od Czech po Syberię, a także Mongolię oraz północną Japonię.